# アイドル失格
『アイドル失格』（アイドルしっかく）は、安部若菜による日本の小説。また、この小説を原作とする漫画、テレビドラマ。
メジャーデビューを目指す「アイドル」と、アイドルに恋愛感情を抱く「ガチ恋オタク」との恋と成長を描いた長編小説。
2021年6月30日に吉本興業とブックオリティによる「作家育成プロジェクト」に参加した安部のプレゼンと企画書を見たKADOKAWAが出版権利を獲得し、2022年6月15日から11月18日までKADOKAWAが運営する文芸WEBマガジン『カドブン』にて制作過程を伝えるエッセイブログ「安部若菜 小説家への道」の連載を経て、同年11月18日にKADOKAWAより単行本が刊行された。
2024年1月に漫画化、テレビドラマ化された。

## 登場人物
小野寺 実々花（おのでら みみか）
人気上昇中のアイドルグループ「テトラ」のセンター。高校2年生。将来に漠然とした不安を抱える。
吉野 ケイタ（よしの ケイタ）
実々花の熱烈なオタクである大学生。
一ノ瀬 萌（いちのせ もえ）
テトラのメンバー。22歳。アイドルにかける思いが強く、実々花に対してライバル心を抱く。イメージカラーはピンク。
空野 あかり（そらの あかり）
テトラのメンバー。18歳。明るくムードメーカー的存在。空気が読めないところがある。イメージカラーは黄色。
川嶋 サヤ（かわしま サヤ）
テトラのリーダー。メンバー。20歳。しっかりした性格でメンバーの相談役。イメージカラーは青。

## 書誌情報
安部若菜『アイドル失格』 
- 単行本：2022年11月18日、KADOKAWA、ISBN 978-4-04-112168-9

## 漫画
空神セイによるコミカライズ版が『コンプティーク』（KADOKAWA）にて、2024年2月号から連載中。
- 空神セイ（漫画）・安部若菜（原作） 『アイドル失格』 KADOKAWA〈角川コミックス・エース〉、既刊2巻（2025年6月10日現在）
  1. 2024年10月10日発売[6][7]、ISBN 978-4-04-811341-0
  2. 2025年6月10日発売[8]、ISBN 978-4-04-116224-8

## テレビドラマ
BS松竹東急の「土曜ドラマ」枠で2024年1月13日から3月30日まで放送された。主演は山本望叶（NMB48）。
作中に登場するアイドルグループ「テトラ」の4人は、原作者の安部若菜が自身が所属するNMB48のメンバーの中から指名してキャスティングされている

### キャスト

#### 主要人物
小野寺実々花（おのでら みみか）
演 - 山本望叶（NMB48）（幼少期：磯村アメリ）
人気上昇中のアイドルグループ「テトラ」の不動のセンター。高校2年生。将来に漠然とした不安を抱える。
吉野ケイタ（よしの ケイタ）
演 - 小林亮太
人と接するのが苦手な冴えない大学生。知人に連れていかれたテトラのライブで目撃した実々花にガチ恋してしまう。

#### テトラ
実々花が所属するメジャーデビューを目指す4人組のアイドルグループ。
一ノ瀬萌（いちのせ もえ）〈22〉
演 - 川上千尋（NMB48）
アイドルにかける思いが強く、実々花に対してライバル心を抱く。ふわふわのツインテール。メンバーカラーはピンク。
空野あかり（そらの あかり）〈18〉
演 - 上西怜（NMB48）
明るくムードメーカー的存在。トレードマークはポニーテール。メンバーカラーは黄色。
川嶋サヤ（かわしま サヤ）〈20〉
演 - 泉綾乃（NMB48）
リーダー。面倒見がよく、メンバーのまとめ役。メンバーカラーは青。

#### テトラの関係者
井口（いぐち）
演 - 宮下修司
マネージャー。
穂波（ほなみ）
演 - カミヤサキ
ダンス振り付け講師。
六車藤四郎（むぐるま とうしろう）
演 - 塚本高史
有名作曲家。実々花の「アイドルのメッキ」は完璧で、その中に潜む危うさが刺激的だと評価する。
立花廉
演 - 内藤秀一郎
人気の若手俳優。実々花が出演するドラマ「愛と失格」での共演相手。

#### 実々花の関係者
小野寺早苗
演 - みやなおこ
実々花の母親。シングルマザーで実々花を心配しながら見守る。
新田
演 - 池田努
実々花の通う高校の担任。数学教師。
井上由依
演 - 菊田万琴
実々花の通う高校の同級生。中学時代からの親友。

#### ケイタの関係者
笹山健志（ささやま たけし）
演 - 本田博太郎
ケイタのアルバイト先である熱帯魚ショップの店長。独身。
山田咲良（やまだ さくら）
演 - 美山加恋
ケイタの幼馴染。笹山の姪。笹山の熱帯魚ショップで働いている。
ネギ
演 - 大津尋葵
萌推しのテトラー。ケイタが通う大学の知人で、彼をテトラのライブに連れていく。

#### ゲスト

##### 第1話
芸人A、芸人B
演 - KAƵMA（しずる）（第2話 - 第4話・第7話・第11話・最終話）、村上純（しずる）（第2話 - 第4話・第7話・第11話・最終話）
テトラが出演する番組「イマしか」の司会者。
山本
演 - 三浦マイルド（第2話）
テレビ局のプロデューサー。実々花推しで、ドラマ出演にプッシュしてくれる。

##### 第2話
同級生A、同級生B
演 - 金之龍、松代大介
ケイタの通う大学の同級生。ケイタに講義の代返を頼む。
向かいの女の子
演 - 香坂真佑子
学食で食事をしていたケイタにお冷をかけてしまう。
三谷
演 - 船山拓也
熱帯魚ショップの客

##### 第3話
Hop Step Kiss
演 - Jumping Kiss
テトラの楽屋に挨拶に訪れた後輩の3人組アイドル。
熱帯魚ショップの女性客
演 - 文月あや
ケイタから購入したエンゼルフィッシュが他の魚を食べたとクレームをつける。
スタッフ
演 - 生田拓馬
番組「イマしか」の制作スタッフ。
安部
演 - 安部若菜（第4話・第9話 - 第11話）
テトラの運営のプロモーション部に入ったスタッフ。
萌香
演 - 石井凛凛子
咲良が合コンに呼んだ友人。

##### 第4話
マネージャー
演 - 戸張瞬
六車のマネージャー。
スタッフ
演 - 夏井海翔
テトラの楽曲「おとめのアイス」のMV撮影スタッフ。

##### 第5話
監督
演 - 青柳尊哉
実々花と立花が出演するドラマ「愛と失格」の監督。
助監督
演 - 合田純奈
「愛と失格」の助監督。

##### 第6話
セレクトショップ店員
演 - あやかんぬ
ケイタが実々花とのデートに着ていく服を買いに行ったセレクトショップの店員。
水族館の子供
演 - 木下瑛太
水族館にいた子供。
水族館の子供の母親
演 - 片瀬直
水族館にいた子供の母親。

##### 第7話
店員A
演 - 奏（第8話）
テトラが街ブラロケで取材OKか確認に入った肉料理店のスタッフ。
スタッフA、スタッフB、スタッフC
演 - 志村宗一郎、伊藤由紀、田村魁成
テトラの街ブラロケの撮影クルー。
ロケスタッフ
演 - 長村航希
テトラの街ブラロケの撮影スタッフ。

##### 第8話
スタッフ
演 - 尾芋純一
実々花と立花の出演するドラマ宣伝のためのデート企画を撮影するスタッフ。

##### 第9話
目黒カンナ（めぐろ カンナ）
演 - 渋谷凪咲
実々花の先輩女優。ファン投票で1位から転落しショックを受けた実々花に「そんなことで悩んでる暇あんの?」と発破をかける。
ファン感謝祭の司会
演 - 榎本桜
ファン感謝祭の男性司会。
話敷
演 - 加納和可子
ファン感謝祭の女性司会。
石橋
演 - 石橋遼大（四千頭身）
ネギの知り合いのテトラー。トリオ芸人。
サラリーマンA、サラリーマンB、サラリーマン女性
演 - 大原千里、池島はる香、吉永薫
ファン投票で1位から転落しショックを受けた実々花の前に幻想として現れ、罵詈雑言を浴びせる。

##### 第10話
社長
演 - 渋江譲二
テトラの所属事務所の社長。ケイタとの交際が発覚した実々花に注意する。

### スタッフ
- 原作 - 安部若菜『アイドル失格』（KADOKAWA刊）
- 脚本 - 三谷伸太朗、大山晃一郎、葉名恒星、伊藤学
- 主題歌 - テトラ「青春テトラポット」（UNIVERSAL SIGMA）[23]
- 挿入歌 - テトラ「おとめのアイス」（UNIVERSAL SIGMA）[23]
- 監督 - 大山晃一郎、葉名恒星、関祐太朗、藤原光洋
- 振付 - カミヤサキ
- プロデューサー - 五十嵐正幸（BS松竹東急）、上江洲茉央（BS松竹東急）、伊藤学（KADOKAWA）
- 製作協力 - KAPFILM
- 製作 - BS松竹東急、KADOKAWA

### 放送日程
| 各話   | 放送日  | サブタイトル                         | 脚本                  | 監督       |
| ------ | ------- | ------------------------------------ | --------------------- | ---------- |
| 第1話  | 1月13日 | 小野寺実々花                         | 三谷伸太朗 大山晃一郎 | 大山晃一郎 |
| 第2話  | 1月20日 | 青空を見ると死にたくなる             | 三谷伸太朗 大山晃一郎 | 大山晃一郎 |
| 第3話  | 1月27日 | アイドルって恋愛しちゃダメなんだっけ | 三谷伸太朗 葉名恒星   | 葉名恒星   |
| 第4話  | 2月03日 | わたしのメッキ                       | 伊藤学                | 関祐太朗   |
| 第5話  | 2月10日 | 何でもいいから宝物をつくるんだよ     | 伊藤学                | 藤原光洋   |
| 第6話  | 2月17日 | 君と僕は似ている                     | 三谷伸太朗            | 大山晃一郎 |
| 第7話  | 2月24日 | わたしも大好きだよ                   | 三谷伸太朗            | 葉名恒星   |
| 第8話  | 3月02日 | 良かったじゃん、クソ野郎にならなくて | 三谷伸太朗            | 葉名恒星   |
| 第9話  | 3月09日 | ファン感謝祭                         | 三谷伸太朗            | 大山晃一郎 |
| 第10話 | 3月16日 | アイドル辞めたらどうする?            | 三谷伸太朗            | 葉名恒星   |
| 第11話 | 3月23日 | だから、アイドル続けなよ             | 三谷伸太朗            | 大山晃一郎 |
| 最終話 | 3月30日 | アイドル失格                         | 大山晃一郎            | 大山晃一郎 |

### ネット配信
| 配信開始月 | 配信サイト             | 配信料金     | 備考         |
| ---------- | ---------------------- | ------------ | ------------ |
| 2024年1月  | BS松竹東急オンデマンド | 広告なし無料 | 見逃し配信   |
| 2024年1月  | TVer                   | 広告なし無料 | 見逃し配信   |
| 2024年1月  | DMM TV                 | 定額制有料   | 全話独占配信 |

### スピンオフ企画
『アクアリウム男子』（アクアリウムだんし）は、2024年2月10日からBS松竹東急オンデマンドで、同年2月17日からBS松竹東急Youtube公式で配信され、同年2月17日から2月24日までBS松竹東急で放送されたスピンオフ企画。劇中でアクアリウムショップ（熱帯魚ショップ）のアルバイト店員である吉野ケイタを演じた小林亮太が、ニッチな大人の趣味である「アクアリウムの世界」の様々な楽しみ方を紹介する配信企画。

#### 出演者（スピンオフ企画）
- 小林亮太（吉野ケイタ 役）
- 内藤秀一郎 （立花廉 役、#4）

#### スタッフ（スピンオフ企画）
- プロデューサー - 吉備涼子（BS松竹東急）
- ナレーション - 東恭平
- 撮影協力 - ペンギンビレッジ大泉店
- 制作協力 - KADOKAWA
- 製作著作 - BS松竹東急

#### 配信/放送日程
| 各回 | 配信開始日              | 配信開始日              | 配信開始日             | 配信開始日             | 放送日     | 放送日     | サブタイトル             |
| 各回 | BS松竹東急 オンデマンド | BS松竹東急 オンデマンド | BS松竹東急 Youtube公式 | BS松竹東急 Youtube公式 | BS松竹東急 | BS松竹東急 | サブタイトル             |
| ---- | ----------------------- | ----------------------- | ---------------------- | ---------------------- | ---------- | ---------- | ------------------------ |
| #1   | 2月10日                 | 18:00 -                 | 2月17日                | 18:00 -                | 2月17日    | 23:30 -    | 熱帯魚                   |
| #2   | 2月10日                 | 18:00 -                 | 2月17日                | 18:00 -                | 2月17日    | 23:45 -    | アクアリウムを作る       |
| #3   | 2月17日                 | 18:00 -                 | 2月24日                | 18:00 -                | 2月24日    | 23:30 -    | アクアリウムで開運!?     |
| #4   | 2月17日                 | 18:00 -                 | 2月24日                | 18:00 -                | 2月24日    | 23:45 -    | アートアクアリウムで対談 |

| BS松竹東急 土曜ドラマ                                      | BS松竹東急 土曜ドラマ                    | BS松竹東急 土曜ドラマ |
| 前番組                                                     | 番組名                                   | 次番組                |
| ---------------------------------------------------------- | ---------------------------------------- | --------------------- |
| 商店街のピアニスト 永遠の調べ （2023年10月7日 - 12月23日） | アイドル失格 （2024年1月13日 - 3月30日） | -                     |